# Jamestown
Jamestown jedina je morska luka i glavni grad britanskog prekomorskog područja u južnom Atlantiku Sveta Helena, Ascension i Tristan da Cunha od 714 stanovnika (2008.).

## Povijest
Jamestown je osnovan 1659. kad je Britanska istočnoindijska kompanija u istoimenom  
zaljevu podigla utvrdu na brdu Ladder za smještaj malog garnizona, i nazvala je po imenu vojvode od Yorka, budućeg engleskog kralja Jamesa II. Pored utvrde u uskoj vulkanskoj kotlini, niknulo je naselje s građevinama od lokalnog vulkanskog kamena uz jedinu cestu. Iz Jamestowna vode sve otočke ceste prema malobrojnim naseljima na Svetoj Heleni, tom nevelikom brdovitom otoku.
Broj stanovnika Jamestowna se posljednjih desetljeća smanjio, kao i na cijelom otoku, ali najviše zbog nemogućnosti daljnje gradnje po uskoj kotlini - zbog tog se stanovnici sele u obližnja predgrađa Half Tree Hollow (901 stanovnika) i Saint Paul (795) koja su tako postala veća od svog centra.
Jamestown je pun dobro očuvanih građevina georgijanskog kolonijalnog stila, pa je zbog toga 
predložen na UNESCO-ovu popis mjesta svjetske baštine. Glavna privredna aktivnost i gotovo jedini prihod malobrojnih stanovnika, vezana je uz luku, to su carina, lučke takse i prodaja poštanskih maraka filatelistima.

## Geografske i klimatske karakteristike
Jamestown leži u uskoj kotlini istoimenog zaljeva dugoj oko 1.6 km, stisnutnutoj između 
vulkanskih brda visokih 150 metara, na sjeverozapadnoj obali otoka Sveta Helena.
Klima u Jamestownu je gotovo pustinjska, s vrlo malo oborina, ali nije tako vruće zbog blagotvornog utjecaja oceana, tako da se prosječna dnevna temperatura kreće između 22 - 28 °C, uz stalni vjetar s oceana, koji ponekad ima uragansku snagu.

## Znamenitosti Jamestowna
- Guvernerova palača - Castle u centru grada, izgrađena 1710., temeljno rekonstruirana 1860. zbog termita koji su izgrizli nosivu drvenu konstrukciju.
- Crkva Saint James  iz 1774. u centru grada, najstarija anglikanska crkva na južnoj hemisferi.[2]
- Jakobove stepenice, izgrađene 1829. od 699 stepenica, kojima je centar grada spojen sa starom utvrdom na brdu Ladder.[2] Danas su vrlo popularne kod malobrojnih turista, na njima se jedanput godišnje održava utrka, u kojoj sudjeluju i turisti iz cijelog svijeta.
- Ljetna guvernerova rezidencija - Plantation House, izgrađena 1792. – 3 km, južno od centra grada u predgrađu Saint Paul.[1]
- Katedrala Saint Paul u predgrađu Saint Paul izgrađena 1851. na mjestu starije crkve iz 17. st.
- Longwood House (također guvernerova rezidencija), u kojoj je bio zatočen i umro 1821. - Napoleon, 4 km jugoistočno od centra grada (danas u vlasništvu francuske vlade).[1]

## Vanjske poveznice
- Jamestown na portalu Encyclopædia Britannica (engl.)
- St Helena, Jamestown. Inačica izvorne stranice arhivirana 4. lipnja 2011. Pristupljeno 30. prosinca 2011. (engl.)